# Lateralizacja
Lateralizacja, inaczej stronność – asymetria czynnościowa prawej i lewej strony ciała ludzkiego, która wynika z różnic w budowie i funkcjach obu półkul mózgowych. Wyraża się np. większą sprawnością ruchową prawych kończyn niż lewych, a także rejestrowaniem przez mózg większej liczby bodźców zmysłowych dochodzących z jednej strony ciała.
Lateralizacja jest postępującym procesem, kształtuje się stopniowo wraz z wiekiem i ogólnym rozwojem ruchowym dziecka. Podczas tego procesu kształtuje się przewaga jednej strony ciała nad drugą podczas czynności ruchowych. Za określoną stronność ciała odpowiada przeciwległa półkula mózgowa.
Lateralizację czynności nazywa się też „asymetrią funkcjonalną”. Sprawność ruchowa człowieka opiera się na odmiennych funkcjach kończyn górnych i dolnych oraz lewych i prawych. Ważną rolę odgrywa specjalizacja i koordynacja ruchowa rąk, która polega na odmienności ich ruchów. Ręka wiodąca (u osób praworęcznych prawa, u leworęcznych lewa) wykonuje główną czynność, natomiast ręka podporządkowana ją wspomaga. Koordynacja ręki wiodącej i podporządkowanej pozwala na osiągnięcie wysokiego stopnia sprawności przez dziecko. Wynika z tego, że wysoki poziom percepcji i ekonomii ruchów można osiągnąć wtedy, gdy jedna z kończyn dominuje, a druga ją wspomaga i współpracuje z nią. Gdy ręka dominująca jest po tej samej stronie ciała co oko dominujące powstaje tzw. układ ręka–oko, który stanowi podstawę koordynacji wzrokowo-ruchowej co umożliwia i znacznie ułatwia wykonywanie czynności graficznych i manipulacyjnych. Lateralizacja związana jest z dominowaniem jednej z półkul mózgowych. Pewne obszary mózgu kierują określonymi procesami i czynnościami. U większości osób lewa półkula odpowiada
- za mowę i funkcje językowe (wraz z czytaniem i pisaniem),
- logikę,
- rozumienie oraz programowanie motoryczne.

Natomiast prawa półkula:
- zarządza percepcją przestrzenną,
- umiejętnościami muzycznymi i plastycznymi,
- mimiką i emocjami.

Procesy wzrokowe, słuchowe i umiejętności matematyczne podzielone są pomiędzy obie półkule. Możemy obserwować różne stopnie lateralizacji. Podczas gdy jedna strona mózgu dominuje nad drugą w zakresie pewnych funkcji, mamy do czynienia z dominacją jednej z półkul. Jednakże pomiędzy obydwoma półkulami istnieje stała łączność i współpraca, co stanowi o ich jedności. Osoby praworęczne za mowę i inne funkcje językowe oraz logiczne odpowiada zawsze lewa strona mózgu, a za muzykę, sztukę, funkcje kreatywne i emocje prawa strona. W przypadku osób leworęcznych sytuacja jest bardziej złożona. Model lateralizacji u niektórych osób leworęcznych jest identyczny jak u osób praworęcznych, czasami jednak jest on odwrócony. Są też takie osoby, u których występuje lateralizacja mieszana nazywana skrzyżowaną (bilateralizacją), czyli funkcje językowe zlokalizowane są po obu stronach mózgu.

## Rodzaje lateralizacji
Wyróżnia się lateralizację:
- jednorodną – wyraźna przewaga jednej strony ciała nad drugą (np. lewooczność, leworęczność, lewonożność);
- niejednorodną (skrzyżowaną) – nie ma wyraźnej dominacji jednej strony nad drugą (np. gdy leworęczność występuje razem z prawoocznością i prawonożnością lub praworęczność z lewoocznością i prawonożnością). Istnieją różne kombinacje dominacji;
- nieustaloną (słabą) – występuje u tzw. osób obustronnych, u których brak przewagi czynnościowej jednej strony nad drugą. Np. w przypadku osoby posługującej się prawą i lewą ręką w jednakowym stopniu.

## Przyczyny
Praworęczność zwykle ustala się około 2–3 roku życia dziecka, natomiast leworęczność w wieku ok. 3–4 lat. Ostatecznie dominacja czynności ruchowych ustala się do 6. roku, a proces lateralizacji zostaje zakończony w wieku szkolnym. Niekiedy istnieją pewne opóźnienia w tym procesie i dominacja ręki nie jest do końca ustalona. W takiej sytuacji mogą wystąpić liczne trudności w nauce u dziecka. Przyczyny zaburzeń lateralizacji mogą być różne. Podczas okresu prenatalnego, jak i podczas porodu może dojść do wielu zaburzeń, skutkujących dysfunkcjami mózgu. Anoksja (niedotlenienie) oraz niewielkie wylewy są jednymi z najczęstszych przyczyn uszkodzenia mózgu w tym okresie. Uszkodzone zostają włókna neuronów ruchowych biegnących do kory mózgowej aż do rdzenia kręgowego. Poważne uszkodzenie może stać się przyczyną niedowładu spastycznego, czyli porażenia mózgowego lub połowicznego, czyli paraliżu prawej strony ciała. Wtedy to funkcje językowe i motoryczne przejmuje prawa strona mózgu, co za tym idzie dziecko może stać się leworęczne. Według Jane M. Healey za leworęczność i trudności w nauce odpowiada wczesny udar mózgu. Zdarza się, że udar dotknie prawej półkuli mózgu, co ma wpływ na spowolnienie lewej części ciała, a u dziecka ustali się praworęczność, zwana patologiczną praworęcznością. Istnieje jeszcze inna przyczyna faktu, że więcej przypadków leworęczności niż praworęczności jest patologicznych. Mianowicie lewa półkula mózgu rozwija się później i wolniej od prawej, inaczej zaopatrzona jest w krew i w związku z tym jest podatna na uszkodzenia podczas życia wewnątrzmacicznego. Najczęściej leworęczność uwarunkowana jest jednak genetycznie. Jeżeli jedno z rodziców jest leworęczne to istnieje duże prawdopodobieństwo, że dziecko również będzie leworęczne.

## Skutki występowania
Zaburzona lateralizacja może być przyczyną trudności dziecka w nauce, ponieważ jest związana z mniejszą sprawnością ruchową rąk. Dzieci leworęczne miewają trudności z opanowaniem techniki pisania. Ułożenie ręki w czasie pisania czy rysowania sprawia, że tekst się zamazuje i dziecko nie może kontrolować co zostało przez niego napisane. Wygięcie ręki w nadgarstku powoduje wzmożone napięcie mięśni, nadmierny nacisk długopisu czy ołówka, co za tym idzie zmniejsza się precyzja ruchu, zwalnia tempo pracy i występuje szybsze zmęczenie. Bardzo często poziom graficzny pisma jest niski i dziecko nie nadąża za grupą. Zaburzeniom lateryzacji często towarzyszą trudności w czytaniu i pisaniu. Dzieci leworęczne często odwracają litery, mylą litery o podobnym kształcie (b, d, p, q), przestawiają litery, opuszczają lub dodają literki i sylaby, błędnie odtwarzają litery, a także piszą jak w lustrzanym odbiciu. Przestawianie dziecka leworęcznego na prawą rękę często prowadzi do wtórnych zaburzeń nerwicowych u dzieci, np. jąkanie się, zaburzenia osobowości, nadmierna płaczliwość, lękliwość lub ataki złości czy agresji, przez co utrwala się też niechęć do zajęć dydaktycznych.
Lateralizacja słaba, nieustalona to taka, w której występuje brak funkcjonalnej dominacji jednej ze stron ciała. Oburęczność po 6. roku życia utrzymuje się do końca życia. U dzieci obuocznych występują problemy z czytaniem, kiedy to czyta raz jedno raz drugie oko, zdarza się, że początek wyrazu czyta inne oko, a koniec inne, opuszczając litery wewnątrz wyrazu. Co za tym idzie dziecko czyta bardzo wolno i nie rozumie treści przeczytanego tekstu. Brak dominacji jednej ze stron ciała utrudnia też dziecku orientację w przestrzeni. W tym przypadku występuje również problemy z odwzorowywaniem figur, liter i cyfr podobnych pod względem kształtu, a więc trudności w nauce pisania i czytania.
Lateralizacja niejednorodna czyli skrzyżowana, to taka, w której dominujące narządy ruchu i zmysłów znajdują się po obu stronach ciała, co powoduje zaburzenia współdziałania oka i ręki. Nieprawidłowa lateralizacja nie jest powodem do niepokoju, chyba że towarzyszą jej dodatkowe zaburzenia, np. motoryczne, orientacji w przestrzeni czy wtórne zaburzenia emocjonalne.

## Rozpoznawanie
- Wywiad z rodzicami, podczas którego dowiadujemy się kiedy zauważono pierwsze symptomy zaburzeń, czy w rodzinie dziecka były osoby leworęczne, jak zachowuje się dziecko w sytuacjach, kiedy musi dokonać wyboru jednego z dwóch narządów zmysłu. Można zaobserwować, którą ręką je, rysuje, pisze, którą nogą kopie piłkę, którym okiem zagląda przez mały otwór.
- określenie dominacji eksperymentalnie, polecenie dziecku, aby naśladowało wykonywanie codziennych czynności, narysowało dwa takie same przedmioty każdy inną ręką, skakało na jednej nodze, weszło na krzesło itp.

Zebranie danych, poprzez zastosowanie metod diagnostycznych, pozwala uzyskać obraz lateralizacji występującej u dziecka i wybrać właściwy sposób pracy z dzieckiem.Kryteria, jakie należy brać pod uwagę przy wyborze metody pracy z dzieckiem z zaburzoną lateralizacją według Marty Bogdanowicz są następujące:
- Poziom rozwoju umysłowego. Dzieci umysłowo upośledzone nie należy przyuczać na prawą rękę, ponieważ może to być dużym obciążeniem dla nich.
- Model lateralizacji: jednorodny i niejednorodny.
- Dominacja oka. W przypadku oburęczności i dominacji oka lewego wskazuje na potrzebę pozostawienia go przy lewej ręce, a w przypadku prawego, pozostawienia przy prawej.
- Sprawność motoryczna obu rąk. Jeżeli lewa ręka jest przeciętnie sprawna, a prawa poniżej normy, nie wskazane jest przestawianie dziecka.
- Postawa dziecka wobec własnej leworęczności. W przypadku zaobserwowania leworęczności należy wzmocnić ją przez usprawnienie lewej ręki, natomiast u oburęcznych wzmacniać rękę silniejszą.

## Ćwiczenia z dziećmi z zaburzoną lateralizacją
Praca z dziećmi z zaburzoną lateralizacją polega na:
- pomocy w ustaleniu dominacji stronnej;
- utrwaleniu praworęczności u dzieci oburęcznych, szczególnie gdy dominuje u nich prawe oko;
- wspieraniu aktywności lewej ręki w przypadku dziecka lewostronnego i usprawnieniu jej motoryczne;
- przyswojeniu przez dziecko poprzez ćwiczenia prawidłowych nawyków ruchowych: właściwego sposobu trzymania ołówka, właściwego kierunku rysowania linii pionowych, poziomych, okręgów;
- ćwiczeniu precyzji i szybkości ruchów, kształceniu zdolności kontrolowania napięcia mięśni i eliminowaniu niepotrzebnych ruchów;
- usprawnianiu motoryki rąk za pomocą różnorodnych ćwiczeń graficznych na tablicy lub dużych arkuszach papieru z wykorzystaniem różnych przyborów do rysowania: ołówka, kredek woskowych, mazaków, kredy itp.

W ramach zajęć korekcyjno-kompensacyjnych dla dzieci z zaburzoną lateralizacją należy zwrócić uwagę na:
- usprawnianie motoryki rąk poprzez zabawy manualne typu nawlekanie koralików, lepienie z plasteliny, wydzieranki, kalkowanie, odwzorowywanie, rysowanie po śladzie, obrysowywanie kształtów, ubieranie się, sznurowanie butów, zapianie guzików itp.;
- rozwijanie koordynacji wzrokowo-słuchowej, orientacji w przestrzeni poprzez: uświadomienie kierunku w schemacie własnego ciała i przestrzeni, kierunku ręki podczas rysowania szlaczków, od lewej do prawej strony oraz z góry na dół, ruchu rysowania okręgów itp.;
- wykształcenie prawidłowego trzymania ołówka;
- wyrobienie nawyków ruchowych związanych z zachowaniem;
- prawidłowego kierunku w czasie rysowania szlaczków, precyzję w wykonaniu zadania;
- kontrolowanie i regulowanie napięcia mięśni w czasie ćwiczeń grafomotorycznych, eliminowanie niepotrzebnych ruchów.